# Economisch huurwaarde
Economische huurwaarde is in Nederland het meest waarschijnlijke bedrag op jaarbasis dat verkregen wordt bij het aanbieden als huurobject en dat op de voor de onroerende zaak meest geschikte wijze, na de beste voorbereiding, door de meest biedend gegadigde zou zijn besteed en waarbij de voor soortgelijke onroerende zaken overigens gebruikelijke condities het uitgangspunt vormen.. De economische huurwaarde is de huur die een huis bij verhuur zou opbrengen en kan berekend worden met behulp van het puntensysteem.